# Metropolitano de Erevã
O Metrô de Erevã é um sistema metroviário que opera na cidade de Erevã, na Armênia. Foi inaugurado em 1981, sendo o oitavo sistema deste gênero construído na URSS. Tem um comprimento total de 13,4 km concentrados numa linha só, com 10 estações. A população tem vindo a abandonar o metrô nos últimos anos, fato que levou a criação de carreiras de mini-autocarros.

## História
Em 7 de Março de 1981, foi inaugurada o primeiro trecho do metrô de Erevã, com quatro estações numa extensão de 7,6 km de linha. O projeto está bem concebido: estações profundas e muito ornamentas, muito ao estilo soviético; a qualidade da linha foi posta à prova em 1988, durante um sismo que abalou todo o país, o metrô sofreu poucos danos, permitindo o seu funcionamento no dia seguinte. 

## Rede
| Linha            | Cor      | Trajecto                              | Inauguração | Número de estações |
| ---------------- | -------- | ------------------------------------- | ----------- | ------------------ |
| Karen Demirchyan | Vermelho | Garegin Njdehi Hraparak ↔ Nazarbekyan | 1981        | 10                 |